# 蒼鷺灣 (阿拉巴馬州)
蒼鷺灣（英語：Heron Bay）是一個位於美國阿拉巴馬州莫比爾縣的非建制地區。該地的面積和人口皆未知。

## 地理
蒼鷺灣的座標為30°21′16″N 88°07′48″W / 30.35444°N 88.13000°W，而該地的平均海拔高度為3米（即10英尺）。